# Can Claris
Can Claris és un barri de Badalona (Barcelonès) que forma part del Districte V juntament amb Gorg, La Mora, Congrés i El Raval. Limita amb els barris de Gorg, Congrés, El Raval, Sistrells i La Salut.
Amb les dades del padró de 2012, el barri de Can Claris té 2.747 habitants, dels quals 1.351 (el 49,2%) són homes i 1.396 (el 50,8%) són dones. La població del barri representa l'1,2% d'habitants de tota la ciutat.
El barri rep el seu nom de l'antiga masia de Can Claris, enderrocada el 1973, que havia pertangut a la família de Pau Claris, president de la Generalitat durant la Guerra dels Segadors. Va ser una zona rural sense gaires transformacions fins a la segona meitat del segle xx. Aleshores, la zona és ocupada per indústries i tallers, després van arribar els habitatges. La divisió de barris de 1958, aquesta zona formava part del barri de Sistrells, però la construcció de l'autopista C-31 va dividir físicament una zona i l'altra, i el 1980, l'Ajuntament de Badalona va reconèixer Can Claris com un barri amb entitat pròpia. Fins al 1992 el barri tenia un aspecte força degradat, i només serà amb construcció del Palau Municipal d'Esports, allà on hi havia antigament el canòdrom, que la zona va millorar considerablement.

## Llocs d'interès
En aquest barri destaca el Pavelló Olímpic. Aquest equipament esportiu va ser projectat el 1987 i va ser subseu dels Jocs Olímpics de 1992, en el que es van celebrar les competicions de bàsquet. També és escenari de nombrosos concerts i actes multitudinaris. Des de la temporada 1991/92 també acull els partits del primer equip del Club Joventut Badalona.